# Steve Allen (komik)
Stephen Valentine Patrick William Allen (ur. 26 grudnia 1921 w Nowym Jorku, zm. 30 października 2000 w Los Angeles) – amerykańska osobowość telewizyjna, muzyk, kompozytor, aktor, komik i pisarz.

## Dzieciństwo i młodość
Urodził się jako Stephen Valentine Patrick William Allen w Nowym Jorku. Był synem komików wodewilowych Carrolla Williama Allena i Isabelle Donohue, którzy występowali pod pseudonimami Billy Allen i Belle Montrose. Dosłownie urodzony w show-businessie, Allen koncertował z rodzicami na scenach wodewilowych od dzieciństwa, aż do nagłej śmierci ojca, gdy Allen miał zaledwie 18 miesięcy. Ponieważ jego matka zdecydowała się kontynuować karierę, zostawiła syna pod opieką swojej ekscentrycznej rodziny w Chicago. W swojej pierwszej autobiografii Mark It and Strike It (1960) Allen scharakteryzował rodzinę Donohue jako „kłótliwą, popularną, dziką i niesforną. Jedyną rzeczą, która sprawiała, że niekończące się kłótnie były w ogóle znośne, było poczucie humoru, którym pobłogosławiono rodzinę”. Pomimo niespokojnego dzieciństwa Allena, podczas którego uczęszczał do 18 różnych szkół publicznych, traktował swoje lata spędzone w Donohue jako fundament jego cierpkiego światopoglądu i żywego poczucia komedii, które służyły mu niezawodnie przez całe dorosłe życie.

## Kariera artystyczna
Mimo że swoje początki zawdzięczał pracy w radiu, Allen najbardziej znany jest ze swojej kariery telewizyjnej. W USA po raz pierwszy swoją uwagę przyciągnął jako gościnny gospodarz programu Arthur Godfrey's Talent Scouts. Później został gospodarzem programu The Tonight Show. Następnie prowadził wiele telewizyjnych gier i programów typu talk show, m.in. The Steve Allen Show oraz I've Got a Secret.
Allen był także pianistą oraz kompozytorem. W swoim życiu napisał ponad 14 000 piosenek, które zostały nagrane przez takich artystów, jak Perry Como, Margaret Whiting, Steve Lawrence, Eydie Gormé czy Gloria Lynne. Allen zdobył nagrodę Grammy w 1963, w kategorii best jazz composition ze swoją piosenką The Gravy Waltz. Allen napisał ponad 50 książek i ma dwie własne gwiazdy w Hollywoodzkiej Alei Gwiazd.